# Rubijne, Nemîriv
Rubijne (în ucraineană Рубіжне) este un sat în comuna Iurkivți din raionul Nemîriv, regiunea Vinnița, Ucraina.

## Demografie
Componența lingvistică a localității Rubijne
     Ucraineană (92,94%)
     Rusă (7,06%)
Conform recensământului din 2001, majoritatea populației localității Rubijne era vorbitoare de ucraineană (92,94%), existând în minoritate și vorbitori de rusă (7,06%).